# Wilhelm Schrijver

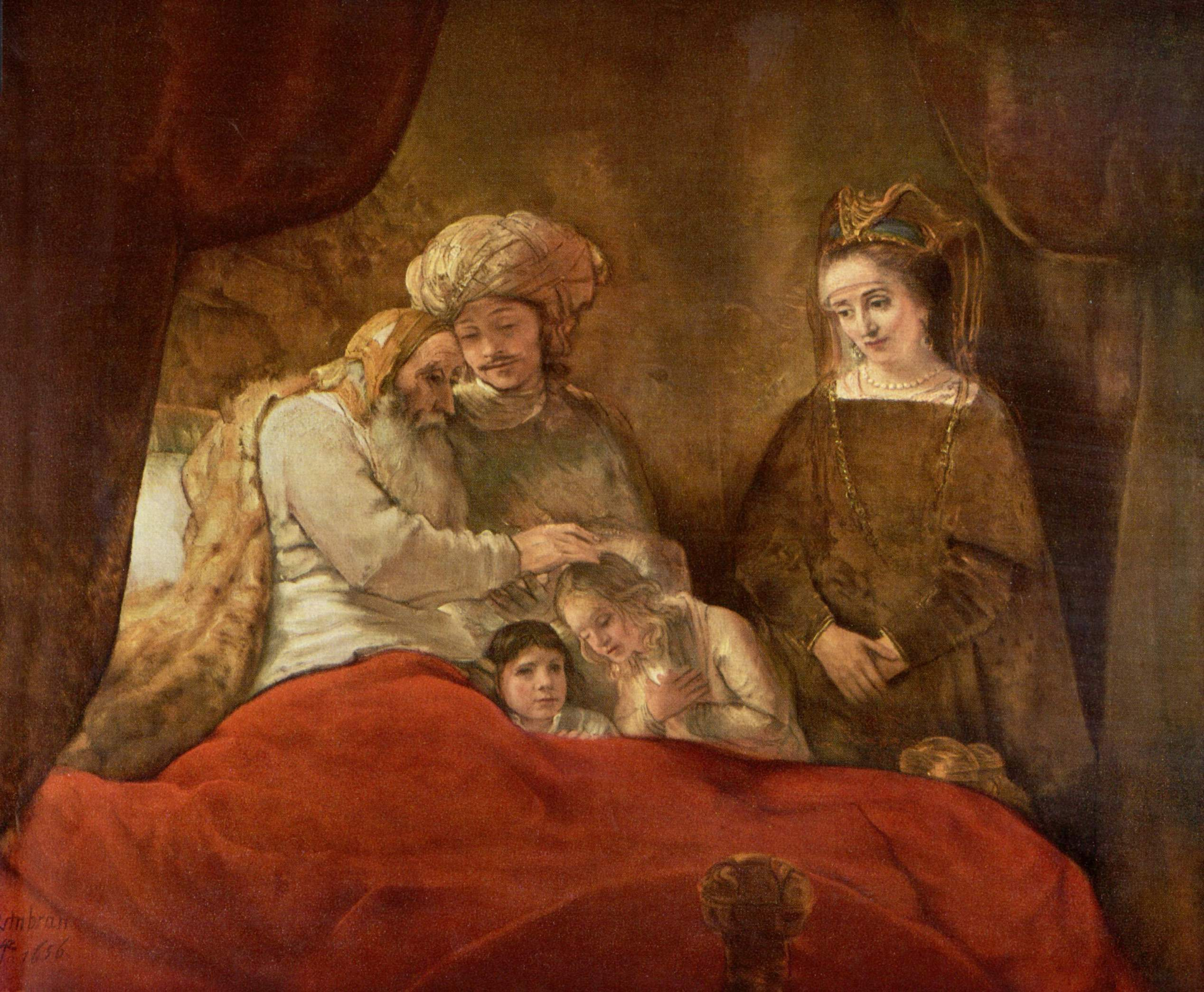
Rembrandt van Rijn, Jakobssegen – Jakob segnet die Söhne des Joseph (Porträt des Petrus Scriverius, Wilhelm Schrijver, der Wendela de Graeff und ihrer Söhne aus erster und zweiter Ehe), 1656

Willem Schrijver (* 1608 in Leiden; † 17. Oktober 1661 in Amsterdam) war ein holländischer Patrizier und Politiker.

## Biografie
Willem wurde als Sohn des bedeutenden Philologen Pieter Hendricksz Schrijver, alias Petrus Scriverius, und dessen Ehefrau Anna van der Aar in der Stadt Leiden geboren. Willem wuchs in Amsterdam auf und erfüllte diverse Funktionen in der Stadt, so wurde er 1651 Leutnant der Bürgergarde und 1653 Kapitän. 1655 wurde er Kommissar der Stadt Amsterdam, und zwischen 1656 und seinem Todesjahr 1661 war er Teil der Vroedschap. Zwischen 1658 und ebenfalls 1661 war er Rat der Admiraliteit van West-Friesland en het Noorderkwartier.
Willem ehelichte 1645 die überaus reiche Patriziertochter Wendela de Graeff, Witwe des Pieter van Papenbroek. Aus dieser Ehe entstammte der Sohn Willem Schrijver (1651–1673), der Margaretha Six (1653–1704) heiratete. Die Familie bewohnte ein Stadthaus in der Herengracht. 1655/56 beauftragte Willem Rembrandt mit dem Gemälde des Jakobssegens (Jakob segnet die Söhne des Joseph) der seine Familie, seinen Vater Petrus Scriverius, ihn selbst (als Joseph) mit Ehefrau Wendela de Graeff und die beiden Söhne sinnbildlich für Wendelas Kinder aus erster und zweiter Ehe als biblische Personen darstellt.

## Weblink
- Johan Engelbert Elias, De Vroedschap van Amsterdam, 1578–1795, Deel 1, Seite 498

| Personendaten    | Personendaten         |
| ---------------- | --------------------- |
| NAME             | Schrijver, Wilhelm    |
| ALTERNATIVNAMEN  | Schrijver, Willem     |
| KURZBESCHREIBUNG | Amsterdamer Patrizier |
| GEBURTSDATUM     | 1608                  |
| GEBURTSORT       | Leiden                |
| STERBEDATUM      | 17. Oktober 1661      |
| STERBEORT        | Amsterdam             |